# Ubi Primum (encycliek)

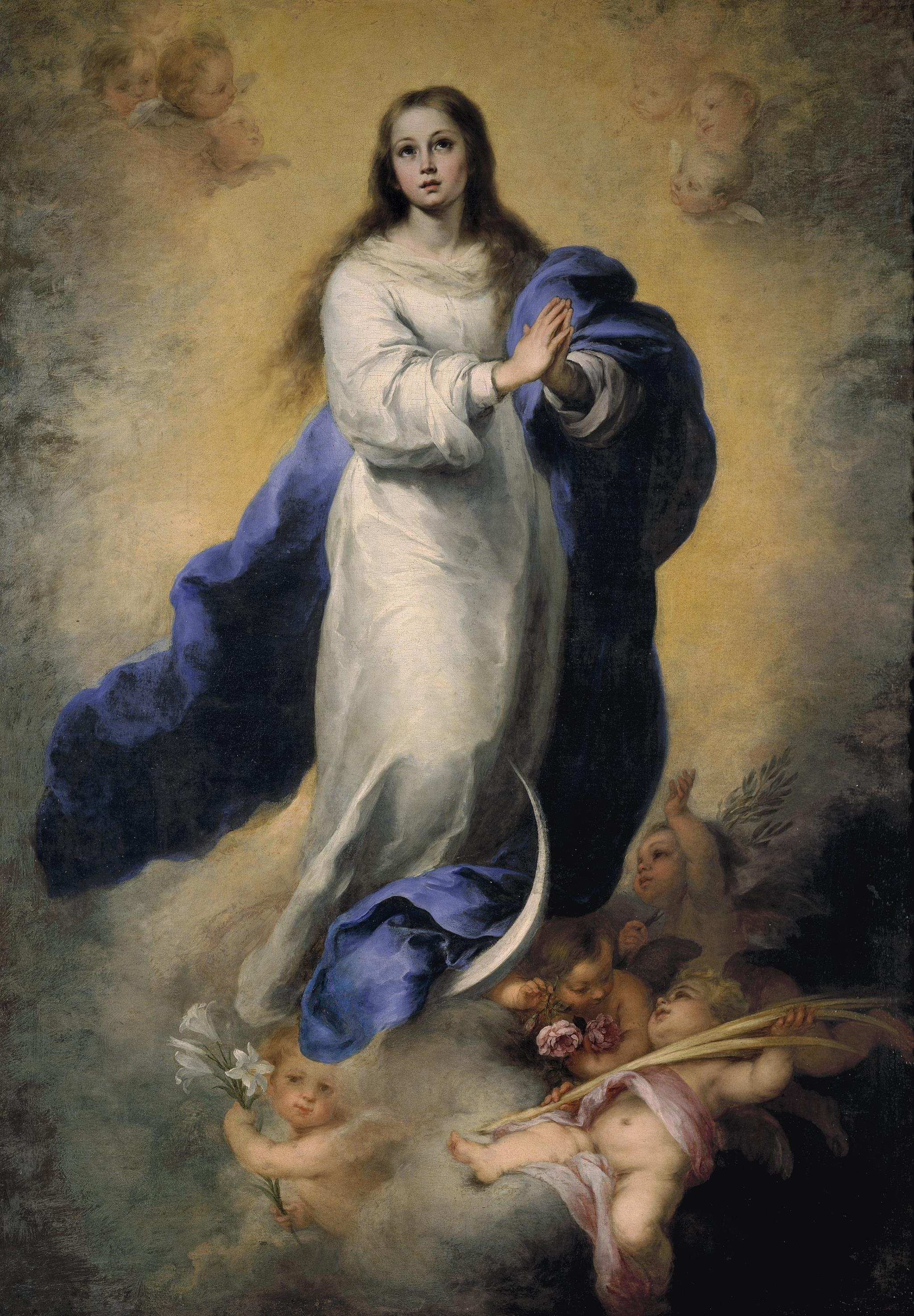
Onbevlekte Ontvangenis van Maria, schilderij van Bartolomé Murillo

Ubi Primum (Latijn voor Waar eerst of Vanaf het eerste moment) is een encycliek van paus Pius IX die hij uitvaardigde op 2 februari 1849 met als doel het inventariseren van de meningen van de bisschoppen van de Rooms-Katholieke Kerk over de Onbevlekte Ontvangenis van Maria.
De paus begint zijn encycliek met een verwijzing naar paus Gregorius XVI, onder wiens pontificaat het verlangen dat Maria's ontvangenis, vrij van erfzonden, door de kerk zou worden erkend als dogma fidei steeds meer aanhang kreeg. Dit verlangen kreeg zijn weerslag in petities van bisschoppen, en verzoekschriften van kapittels en religieuze ordes, waaronder de paus in het bijzonder de Dominicanen noemt. Al deze verzoeken strekten ertoe om toestemming te krijgen om het woord Immaculata of de Onbevlekte openlijk, en in liturgische omstandigheden te mogen gebruiken.
De paus heeft met veel instemming van deze beden kennisgenomen, want zelf heeft hij al zijn leven lang een enorme devotie voor de Maagd Maria. Hij heeft vanaf het begin van zijn pontificaat tot God gebeden om verlichting met betrekking tot het vraagstuk van de Onbevlekte Ontvangenis. De paus stelt vast dat er veel bedreigingen zijn voor de Kerk en de wereld. In het licht van deze zaken is Maria de bron van onze hoop en onze vreugde, aldus de paus. Met instemming citeert hij Bernardus van Clairvaux: God heeft aan Maria de schat van alle goede dingen toevertrouwd, opdat iedereen zal weten dat door Haar alle hoop, alle genade en alle heil wordt verkregen. Want dit is Zijn Wil: dat wij alles verkrijgen, door Maria
Hierna vraagt de paus de bisschoppen om voor de paus te (doen) bidden, opdat hij zal weten wat hem te doen staat. Ook vraagt hij de bisschoppen om hem in te lichten over wat er in hun specifieke bisdommen gebruikelijk is aan devotie tot het Onbevlekte Hart van Maria. Ook vraagt hij de bisschoppen om hun mening met betrekking tot het leerstuk van de Onbevlekte Ontvangenis.
Vijf jaar na deze encycliek zou Pius IX, op 8 december 1854, met de bul Ineffabilis Deus de Onbevlekte Ontvangenis als dogma bevestigen.